# Curvelândia
Curvelândia este un oraș în Mato Grosso (MT), Brazilia.